# 김완진 (1877년)
김완진(金完鎭, 1877년 음력 2월 17일 ~ 1948년 양력 2월 17일)은 일제강점기의 관료이며 유교 계열 인물이다. 호는 우봉(牛峯)이다.

## 생애
1905년부터 2년 동안 관립한성영어학교에서 수학한 뒤 1907년 학부 서기랑에 임명되어 대한제국의 관료가 되었다. 이후 학부 주사를 지내던 중 1910년 한일 병합 조약이 체결되었다.
김완진은 한일 병합 이후 충청남도 도서기에 임명되면서 지방으로 자리를 옮겼다. 1912년 충남 보령군 군수, 1916년 아산군 군수로 부임해 1918년까지 총 8년간 조선총독부 관리로 근무했다.
1918년부터는 21년 동안 성균관의 후신인 경학원에서 핵심적인 직책인 사성을 지냈다. 이 기간 중 1930년 경학원 부설기관인 명륜학원 간사로 임명되기도 했으며, 유학의 보편성을 이용한 유림 계열의 친일 활동에 참여했다.
특히 중일 전쟁 중에는 기고 활동으로 호전적인 친일 주장을 편 바 있다. 1937년 전쟁 발발 직후 정신과 물질 양면에서 이를 후원해야 한다며 조선인의 임무를 조목모족 역설하는 글을 《경학원잡지》에 기고했고, 전쟁을 찬양하는 시문인 〈성전성시(聖戰誠詩)〉를 지어 싣기도 했다. 일본군의 승리를 기원하는 각종 행사에 적극 참여했으며, 일제 말기 식민지 황민화 정책의 일환으로 보급된 심전개발 운동에도 가담했다.
일본 정부로부터 한일 병합 직후인 1912년 한국병합기념장을 수여받았고, 1928년에는 쇼와기념대례장을 받았다.
2008년 친일인명사전 편찬을 위해 공개된 민족문제연구소의 친일인명사전 수록예정자 명단 중 관료 부문과 유교 부문에 포함되었다. 2007년 대한민국 친일반민족행위진상규명위원회가 발표한 친일반민족행위 195인 명단에서는 종교 부문에 선정되었다.

## 같이 보기
- 경학원

## 참고자료
- 친일반민족행위진상규명위원회 (2007년 12월). 〈김완진〉 (PDF). 《2007년도 조사보고서 II - 친일반민족행위결정이유서》. 서울. 1919~1942쪽쪽. 발간등록번호 11-1560010-0000002-10. [깨진 링크(과거 내용 찾기)]